# Lauren Daigle
Lauren Ashley Daigle (Lafayette, Luisiana, Estados Unidos; 9 de septiembre de 1991) es una cantante y compositora de música cristiana contemporánea estadounidense. Después de firmar con el sello TOTO Music Entertaiment, lanzó su álbum debut, Rescue You, en 2015, que alcanzó el número 1 en la lista Billboard Top Christian Albums y ha sido certificado como Platino por la RIAA, y también produjo tres sencillos que alcanzaron el número uno en la lista Billboard Christian Airplay («First», «Trust in You», y «O'Lord»).
El tercer álbum de estudio de Lauren, Look Up Child, fue lanzado en septiembre de 2018. Reforzado por el éxito del "crossover pop" del sencillo «You Say», debutó con el n.° 3 en la lista Billboard 200, convirtiéndose en el álbum de música cristiana de una mujer que alcanzó la posición más alta en más de 20 años, y el número uno en la lista de los mejores álbumes cristianos, con 115.000 unidades equivalentes al álbum vendidas en la primera semana. El sencillo principal del álbum, «You Say», alcanzó el número 29 en la lista Billboard 100 y ha batido el récord de número de semanas en el número 1 para cualquier artista solista en la lista Billboard Hot Christian Songs con 35 semanas. El álbum y el sencillo le dieron a Lauren dos premios Grammy.
Además de dos premios Grammy, Lauren ha ganado siete premios GMA Dove, cinco premios Billboard Music Awards, dos premios American Music Awards y ha tenido cuatro sencillos número uno en las listas Billboard Christian Airplay y Hot Christian Songs.

## Biografía

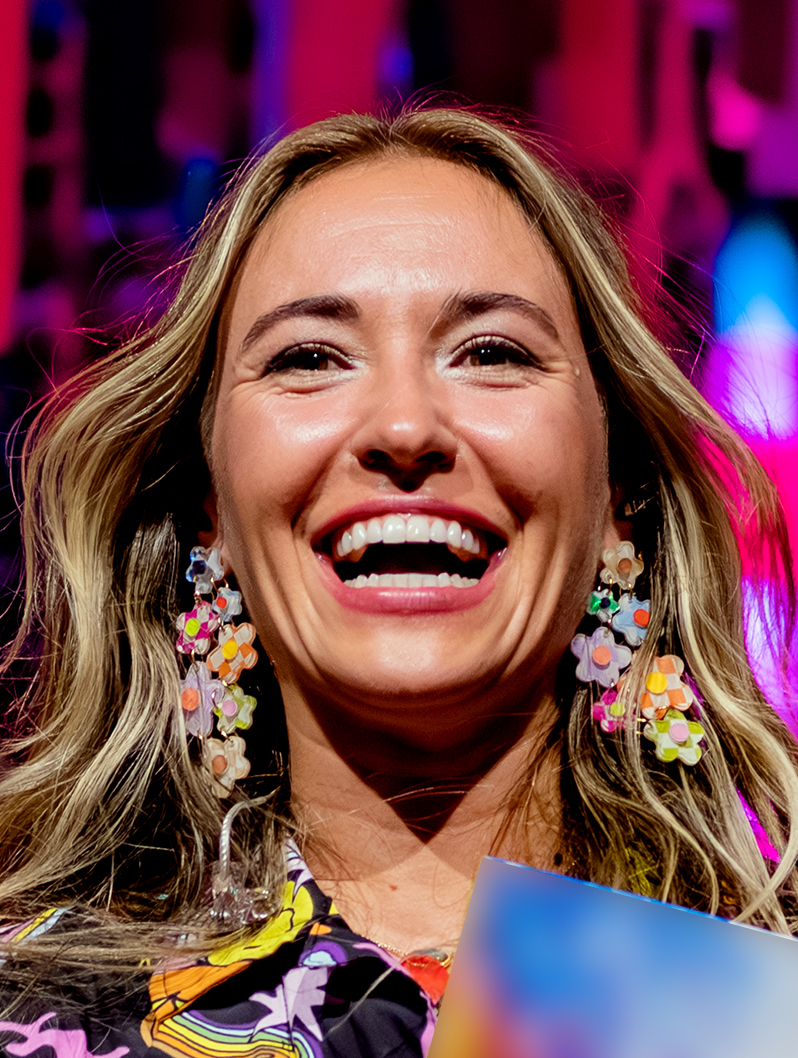
Lauren Daigle en 2023

Lauren nació en Lafayette, Louisiana. En su entorno tuvo influencias de blues, zydeco y música cajún.
Su madre llamaba a su casa «La caja de música» porque siempre estaba cantando. Lauren no consideró la música en serio hasta que contrajo mononucleosis infecciosa. Ella afirma que fue una de las mejores cosas que le han pasado.
Tuvo que dejar de acudir al colegio durante casi dos años. Durante la escuela preparatoria de la universidad, su intención era formarse en el campo de la medicina y dedicarse al trabajo misionero. Lauren asistió a una escuela pública y completó un año y medio de trabajo de clase en seis meses, consiguiendo graduarse en poco tiempo. Se tomó un año libre de la escuela e hizo trabajo misionero en Brasil antes de asistir a la universidad de Louisiana State University en estudios de familia e infancia.

## Discografía

### Álbumes de estudio
- How Can It Be (2015)
- Behold: A Christmas Collection (2016)
- Look Up Child (2018)
- Lauren Daigle [The Self-Album] (2023)

### Extended plays
- How Can It Be (2014)

### Sencillos
- "How Can It Be" (2014)
- "First" (2015)
- "Light of the World" (2015)
- "Trust in You" (2016)
- "Come Alive (Dry Bones)" (2016)
- "Jingle Bells" (2016)
- "Back to God" (con Reba McEntire) (2017)
- "O'Lord" (2017)
- "You Say" (2018)
- "The Christmas Song" (2018)
- "Winter Wonderland" (2018)
- "Look Up Child" (2019)
- "Rescue" (2019)
- "Tú Dices" (2020)
- "Rescata" (2020)
- «Thank God I Do» (2023)

### Colaboraciones
- "Noel" (Chris Tomlin con Lauren Daigle) (2015)
- "A Christmas Alleluiah" (Chris Tomlin con Lauren Daigle y Leslie Jordan) (2015)
- "I Will Be Here" (Geoffrey Andrews con Lauren Daigle) (2015)
- "Peace Be Still" (The Belonging Co. con Lauren Daigle) (2017)
- "I Won't Let You Go Feat. Lauren Daigle (LIVE)" Switchfoot and Lauren Daigle. https://www.youtube.com/watch?v=6wPE7PYdXuc

### Otras apariciones
- "Darkness Falls" – The Assemblie con Lauren Daigle (The Assemblie - EP)[6]
- "Nothing More" – Aaron Shust con Lauren Daigle (Doxology)[7]
- "Almost Human" en la banda sonora de Blade Runner 2049
- "Back To God" con Reba McEntire en My Kind Of Christmas.[8]

### Apariciones de compilaciones
- Christmas: Joy to the World – «Light of the World», «The First Noel»[9]
- Come Alive: Live from the CentricWorship Retreat – «Come Alive (Dry Bones) [Live]», «You Have My Surrender (Live)»[10]
- North Point Music: Beginnings – «It Is Well»[11]
- Hear (Live) - «Close», «You Alone» – North Point InsideOut featuring Lauren Daigle[12]
- WOW Hits 2016 – «How Can It Be»[13]
- WOW Hits 2017 – «Trust in You»[14]
- Conqueror (álbum compilatorio de Gabby Douglas) – «First»[15]
- All the Earth (álbum compilatorio de The Belonging Co) – «Peace Be Still»[16]
- WOW Christmas 2017 – «Have Yourself a Merry Little Christmas»[17]
- WOW Hits 2018 – «Come Alive (Dry Bones)»[18]
- WOW Hits 2019 – «O'Lord», «Hard Love» – Needtobreathe con Lauren Daigle[19]
- Now That's What I Call Music! 68 (US) – «You Say»[20]